# Дисфагия
Дисфагията е медицински термин, с който се означават трудности при преглъщане. Въпреки че явлението се класифицира като симптом, понякога терминът се използва и за назоваване на самостоятелно клинично състояние. Често потърпевшите не знаят за своята дисфагия.
Дисфагията е състояние на затруднение при преминаването на течности и твърда храна от гърлото към стомаха. Различава се от други симптоми като одинофагия, болезнено преглъщане, и глобус, усещане за „бучка в гърлото“. Психогенната дисфагия се нарича фагофобия.